# Старая Васильевка (Башкортостан)
Старая Васильевка (баш. Иҫке Васильевка) — село в Мендяновском сельсовете Альшеевского района Республики Башкортостан России.

## Географическое положение
Расстояние до:
- районного центра (Раевский): 33 км,
- центра сельсовета (Мендяново): 3 км,
- ближайшей железнодорожной станции (Шафраново): 18 км[2].

## История
Согласно записи Уфимской провинциальной канцелярии, основано тептярями 29 августа 1746 года на земле башкир Иликей-Минской волости. Названо по имени первопоселенца Василия из тептярей. В ревизии 1795 года зафиксированы его сыновья и внуки:
- Абляс Васильев шестидесяти лет и его сын Зюлькарнай;
- Аптекей (1735—1788), его дети Абдул и Мазит;
- Аблязи (1729—1788) и его сыновья Усман, Ислагул, Уразгул[3].

## Население
По сведениям переписи 1897 года, в деревне Старо-Васильева Белебеевского уезда Уфимской губернии жили 595 человек (315 мужчин и 280 женщин), все мусульмане.
| 2002 | 2009 | 2010 |
| ---- | ---- | ---- |
| 301  | ↘295 | ↘266 |

Национальный состав
Согласно переписи 2002 года, преобладающая национальность — татары (86 %).

## Религия
В селе есть мечеть.